# NGC 5952
NGC 5952 é uma galáxia lenticular (S0) localizada na direcção da constelação de Serpens. Possui uma declinação de +04° 57' 34" e uma ascensão recta de 15 horas, 34 minutos e 56,3 segundos. A galáxia NGC 5952 foi descoberta em 25 de Março de 1865 por Albert Marth.